# فليكسيبل

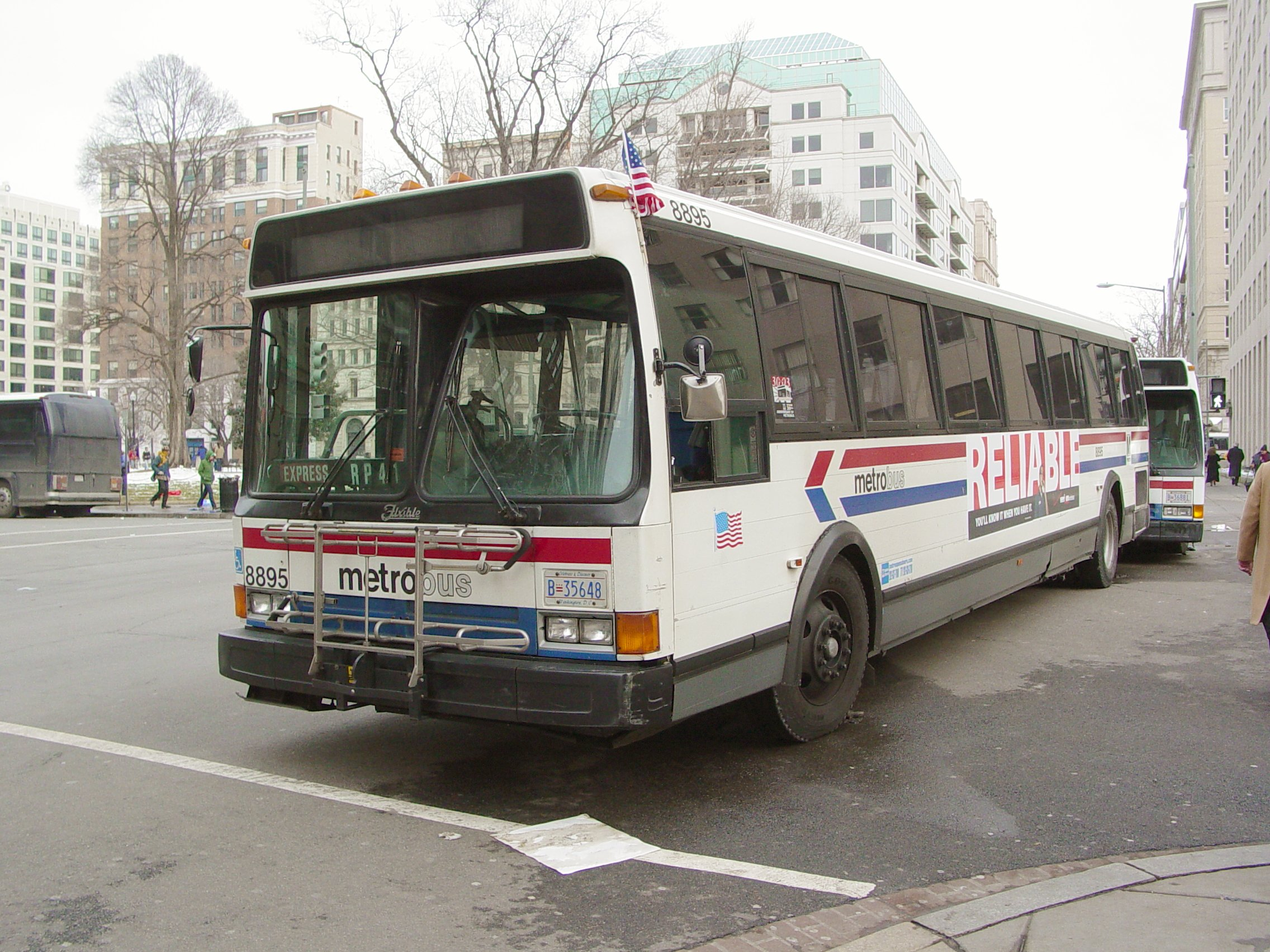
Flxible Metro-A 1987 ، مملوكة لشركة WMATA Metrobus ، متوقفة في واشنطن العاصمة

شركة Flxible هي شركة أمريكية مصنعة للسيارات الجانبية للدراجات النارية وسيارات الجنازات وسيارات الإسعاف وحافلات السفر والنقل، ومقرها ولاية أوهايو الأمريكية. تم تأسيسها في عام 1913 وتم إغلاقها في عام 1996. وانتقل إنتاج الشركة من حافلات الطرق السريعة وغيرها من المنتجات إلى حافلات النقل خلال الفترة 1953-1970، وخلال السنوات التي تلت ذلك، كانت Flxible واحدة من أكبر الشركات المصنعة للحافلات العابرة في أمريكا الشمالية.

## التاريخ
في عام 1913، أسس كل من Hugo H. Young و Carl F. Dudte شركة Flexible Side Car في لودونفيل في أوهايو، لتصنيع السيارات الجانبية للدراجات النارية ذات التثبيت المرن للدراجة النارية. سمح التثبيت المرن للسيارة الجانبية بالاستناد على الزوايا مع الدراجة النارية، واستند التصميم إلى براءة اختراع ل يونغ.
في عام 1919، أسقطت الشركة أول حرف "E" في كلمة "Flexible" وغيرت اسمها إلى شركة Flxible حيث بحثت الشركة عن فرص جديدة للتوسع.
بعد أن أصبحت السيارات منخفضة السعر متاحة في عشرينيات القرن الماضي، انخفض الطلب على السيارة الجانبية للدراجة النارية. وفي عام 1924، بدأت Flxible بإنتاج سيارات الجنازة (hearses)، وسيارات الإسعاف، والتي تم تصنيعها بشكل أساسي على هيكل بويك، وفي بعض الأحيان على Studebaker وكاديلاك وهيكل REO، أيضا حافلات السفر، والتي كانت في البداية (ثلاثينيات وأربعينيات القرن العشرين) مبنية على هيكل شاحنة GMC، ومجهزة بمحركات Buick Straight 8.

### تشارلز كيترنج وجنرال موتورز

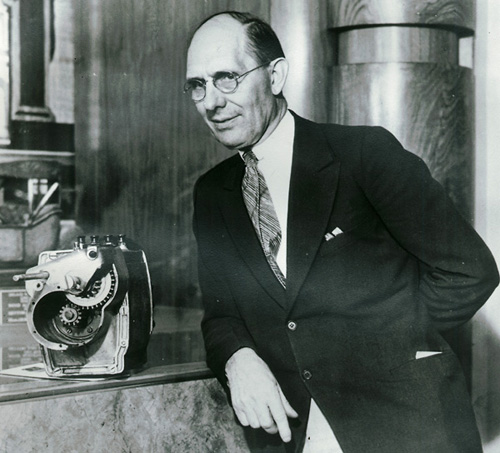
تشارلز كيترنج

كان تشارلز كيترنج، وهو من سكان لودونفيل بولاية أوهايو ونائب رئيس جنرال موتورز، مرتبطًا ارتباطًا وثيقًا بشركة فليكسيبل طوال النصف الأول تقريبًا من وجود الشركة. في عام 1914، تم تأسيس فليكسيبل بمساعدة كيترينج، الذي أصبح بعد ذلك رئيسًا للشركة وانضم إلى مجلس الإدارة. قدم كيترينج تمويلًا كبيرًا للشركة في سنواتها الأولى، خاصة بعد عام 1916، عندما باع شركته - شركة Dayton Engineering Laboratories (Delco) إلى GM مقابل 2.5 مليون دولار. استمر كيترينج في العمل كرئيس لشركة فليكسيبل، حتى أصبح رئيسًا لمجلس الإدارة في عام 1940، وهو المنصب الذي شغله حتى وفاته في عام 1958. بعد بيع Delco لشركة GM في عام 1916، قام Kettering بتنظيم وإدارة مختبر أبحاث في GM، وبحلول الخمسينيات من القرن الماضي، شغل منصب نائب الرئيس في GM. نتيجة لعلاقة كيترينج الوثيقة مع كل من GM وفليكسيبل، تم استخدام العديد من أجزاء GM في إنتاج مركبات فليكسيبل، لا سيما قبل شراء جنرال موتورز عام 1943 لـ Yellow Coach (شركة تصنيع حافلات منافسة، والتي كانت جنرال موتورز مالكة للأغلبية منذ عام 1925). على سبيل المثال، تم بناء معظم سيارات الإسعاف وسيارات الجنازة وحافلات فليكسيبل من منتصف العشرينيات إلى أوائل الأربعينيات من القرن الماضي على هيكل بويك، وتم بناء حافلات "Flxible's Airway" النموذجية في منتصف الثلاثينيات على هيكل شيفروليه.

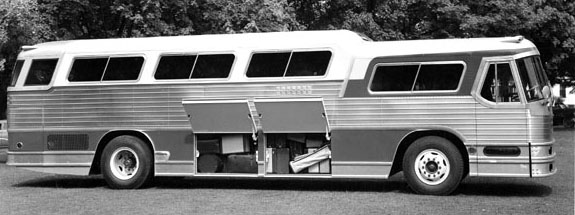
1955 Flxible VistaLiner (VL100)

في عام 1958، ونتيجة لقرار الموافقة الصادر عن قضية مكافحة الاحتكار لعام 1956 للولايات المتحدة ضد شركة جنرال موتورز، تم تكليف شركة جنرال موتورز ببيع مكونات الحافلات والمحركات وناقلات الحركة إلى الشركات المصنعة الأخرى، دون الحاجة إلى العائدات. ومع ذلك، في أوائل الخمسينيات من القرن الماضي وقبل مرسوم الموافقة، قامت فليكسيبل ببناء عدد صغير من الحافلات بمحركات الديزل لGM بينما كان كيترنج لا يزال عضوا في مجلس الإدارة. لقد تم افتراض أن جنرال موتورز قد جعلت محركات الديزل الخاصة بها متاحة لشركة فليكسيبل لتقليل الانتقادات لممارسات أعمال جنرال موتورز التي شعر البعض أنها احتكارية. وقد قيل نفس الشيء عن قرار جنرال موتورز في الستينيات والسبعينيات من القرن الماضي بعدم إنتاج حافلة ترانزيت «نيو لوك» 35 قدمًا (11 مترًا) بمحرك 8 أسطوانات. ومع ذلك، فمن الممكن أيضًا أن تكون جنرال موتورز قد اختارت عدم دخول هذا السوق لأن المبيعات المحتملة لم تبرر التكاليف المضافة للهندسة والإنتاج. كان منع جنرال موتورز من تعيين أي من مسؤوليها أو مديريها كمسؤول أو مدير لأي شركة تصنيع حافلات أخرى نتيجة أخرى لمرسوم الموافقة (الذي لم تتم تسويته بالكامل حتى عام 1965). كان هذا الحكم سينطبق على كيترينج، لو لم يمت عام 1958.

### تصنيع الحافلات

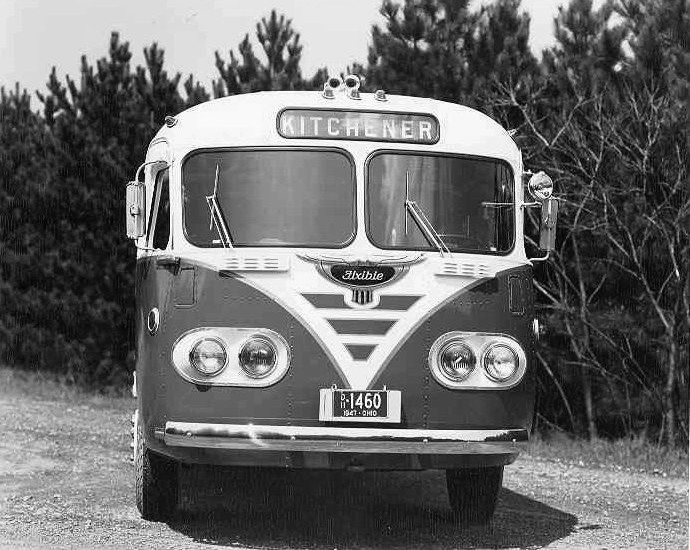
1947 حافلة الطرق السريعة Flxible Clipper

في عام 1953، استوعبت فليكسيبل الجزء الخاص بتصنيع الحافلات من شركة Fageol Twin Coach، ووافقت على طلبها الأول للحافلات العابرة من هيئة النقل بشيكاغو. في عام 1964، اشترت فليكسيبل شركة Southern Coach Manufacturing Co في إيفرغرين، ألاباما، وصنعت حافلات نقل صغيرة في مصنع Southern Coach السابق حتى عام 1976. تم شراء فليكسيبل من قبل Rohr Industries في عام 1970، وتم بناء مصنع ومقر جديد للشركة في ديلاوير، أوهايو في عام 1974 حيث كان المصنع الأصلي في لودنفيل، أوهايو، الذي يستخدم لتصنيع الأجزاء والتجميعات الفرعية. تم بيع فليكسيبل لشركة Grumman Corporation في عام 1978 وأصبح يعرف باسم غرومان فليكسيبل. عاد الاسم إلى فليكسيبل عندما باع Grumman الشركة في عام 1983 لشركة General Automotive Corporation. في عام 1996، أعلنت فليكسيبل إفلاسها وتم بيع أصولها بالمزاد العلني. تم إنتاج آخر سيارات فليكسيبل في عام 1995.

### مشاكل إطار870 "A"
في منتصف الثمانينيات، طورت العديد من حافلات غرومان 870 التي تديرها هيئة النقل بمدينة نيويورك (NYCTA) شقوقًا في إطاراتها السفلية ذات الشكل "A" مما دفع هذا رئيس NYCTA ديفيد إل. غان إلى إزالة الأسطول بأكمله من الخدمة. وسرعان ما أبلغت عدة شركات أخرى عن تصدع 870 إطارًا "A". ومع ذلك، فقد أثرت مشكلات الإطار في المقام الأول على NYCTA 870s وليس 870s التي يملكها أصحاب الامتياز في إدارة النقل بمدينة نيويورك، والتي كانت أولى الحافلات التي تم بناؤها مع تصحيح المشكلة في العام التالي. حاولت NYCTA نقل ما تبقى من طلباتها المعلقة للحافلات الجديدة إلى جنرال موتورز، لكنها مُنعت من القيام بذلك ما لم يتمكنوا من إثبات أن 870s كانت معيبة وغير آمنة. أعيدت الحافلات في نهاية المطاف إلى فليكسيبل، وأعيد بناؤها وبيعها إلى Queen City Metro و New Jersey Transit. ألقى جرومان باللوم على مشاكل NYCTA 870s في ممارسات الصيانة السيئة في NYCTA في ذلك الوقت على الرغم من حقيقة أن عمليات النقل في شيكاغو وكونيتيكت ترانزيت وهيوستن ولوس أنجلوس ومقاطعة أورانج بكاليفورنيا أبلغت أيضًا عن مشكلات في 870s. بغض النظر، طلبت NYCTA خمسين متروًا في عام 1995، لكن فليكسيبل أغلقت أبوابها قبل إصدار الطلب، وحصلت NYCTA على الحافلات الجديدة المتبقية من أوريون بدلاً من ذلك.

### آخر حافلات الترانزيت في الخدمة
بحلول منتصف عام 2010، كان عدد قليل جدًا من أنظمة النقل لا يزال يشغل أيا من حافلات فليكسيبل. تقاعدت TriMet بورتلاند، أوريغون، آخر حافلاتها من فليكسيبل في مايو 2015، وبعد ذلك كان الاستخدام الوحيد المعروف المستمر لحافلات فليكسيبل في الخدمة من قبل هيئة النقل الإقليمية لمنطقة تشارلستون (CARTA) في تشارلستون، كارولينا الجنوبية، وعن طريق مترو ترانزيت في أوماها، نبراسكا. ومع ذلك، أمرت أوماها باستبدال الحافلات في صيف 2018 وسحبت آخر حافلات فليكسيبل من الخدمة قبل نهاية عام 2018. بعد ذلك، سحبت CARTA آخر حافلاتها من فليكسيبل من الخدمة في أكتوبر 2019.

## البرنامج الهندسي
استخدمت فليكسيبل برنامج كاتيا في أواخر التسعينيات لدعم تصميم الإنتاج. كانوا من أوائل عملاء أي بي إم داسو سيستمس.

## الإنتاج خارج الولايات المتحدة
كانت حافلات السفر من فليكسيبل شائعة في المكسيك ودول أمريكا اللاتينية. ومع ذلك، أدت رسوم الاستيراد المرتفعة إلى هذه البلدان إلى الحد من المبيعات. في أوائل الستينيات، بدأت فليكسيبل بترخيص منتج في المكسيك، DINA SA (Diesel Nacional)، لتصنيع حافلات السفر بين المدن المصممة من فليكسيبل، واستمر هذا حتى أواخر الثمانينيات. في عامي 1965 و 1966، رخصت فليكسيبل أيضًا تصميمها للحافلة العابرة "New Look" لشركة كنداير، وهي شركة تصنيع طائرات في فيل سانت لوران، كيبك.

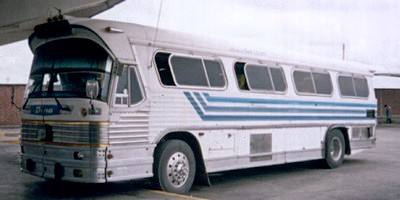
حافلة DINA Flxliner المكسيكية الصنع ، في خدمة من الدرجة الثانية، راسية في محطة Silao ، Guanajuato المركزية ، 2006.

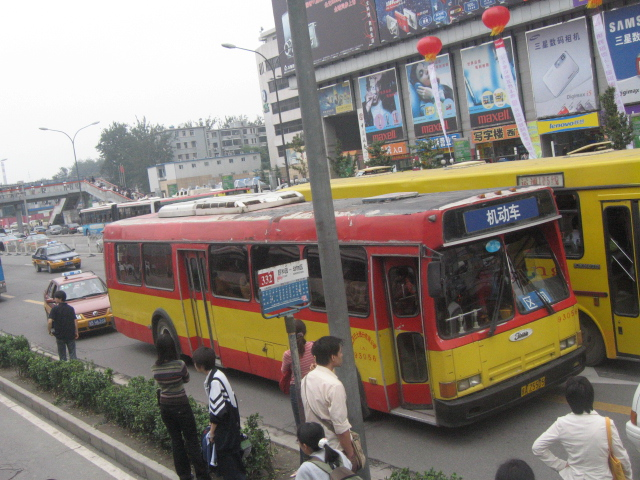
حافلة Changjiang CFC6110GD في بكين ، الصين ، تظهر التشابه مع مترو Flxible ، وترتدي شعار Flxible على المقدمة.

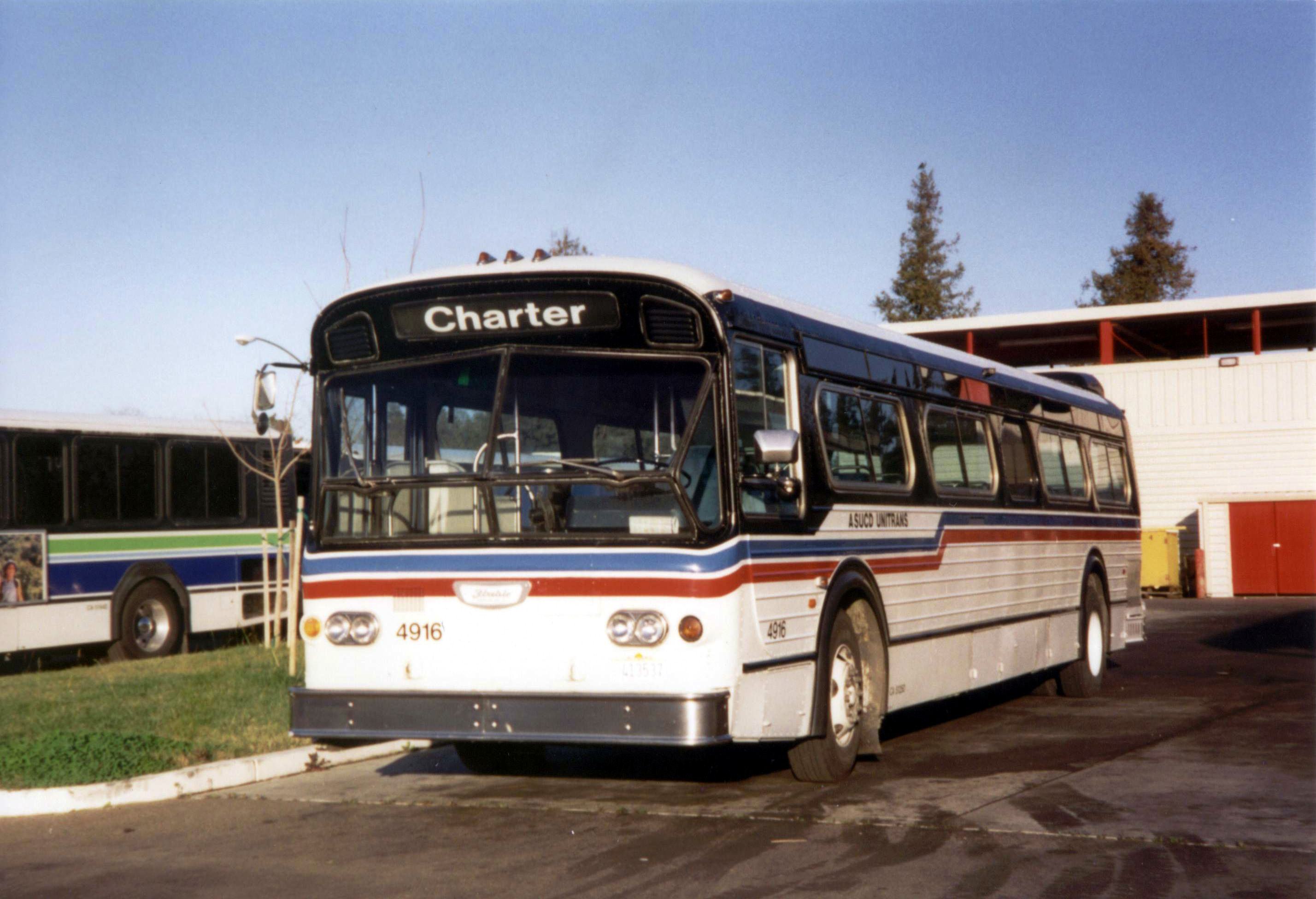
مظهر جديد من Unitrans Flxible

في عام 1994، دخلت الشركة الأم لشركة فليكسيبل، وهي General Automotive Corporation وثلاث شركات أمريكية أخرى، Roger Penske، و Mark IV Industries، وشركة كارير، في مشروع مشترك مع Changzhou Changjiang Bus ، الشركة المصنعة الصينية الواقعة في تشانغتشو، مقاطعة جيانغسو، لإنتاج الحافلات بناءً على تصميم Flxible Metro وباسم فليكسيبل. صنعت الشركة الناتجة، China Flxible Auto Corporation حافلات بأطوال مختلفة، من 8 أمتار (26 قدمًا 3 بوصة) إلى 11 مترًا (36 قدمًا 1 بوصة). تم بيع هذه الحافلات التي تشمل تصميمات المحرك الأمامي والخلفي، وتشترك فقط في مظهرها الخارجي العام مع فليكسيبل الأمريكية الصنع، للعديد من مشغلي النقل في المدن الصينية الكبرى، بما في ذلك بكين وشانغهاي. تم تصنيع نسخة ترولي باص لمشغل واحد فقط، نظام هانغتشو ترولي باص، الذي اشترى 77 وحدة بين أواخر التسعينيات و 2001. بالنسبة لهذه المركبات، قامت شركة Changzhou Changjiang بتزويد شركة Hangzhou Changjiang Bus Company (في هانغتشو) بالهيكل على طراز المترو وقامت تلك الشركة بتجهيزهم كحافلات ترولي.

## ممتلكين فليكسيبل إنترناشونال

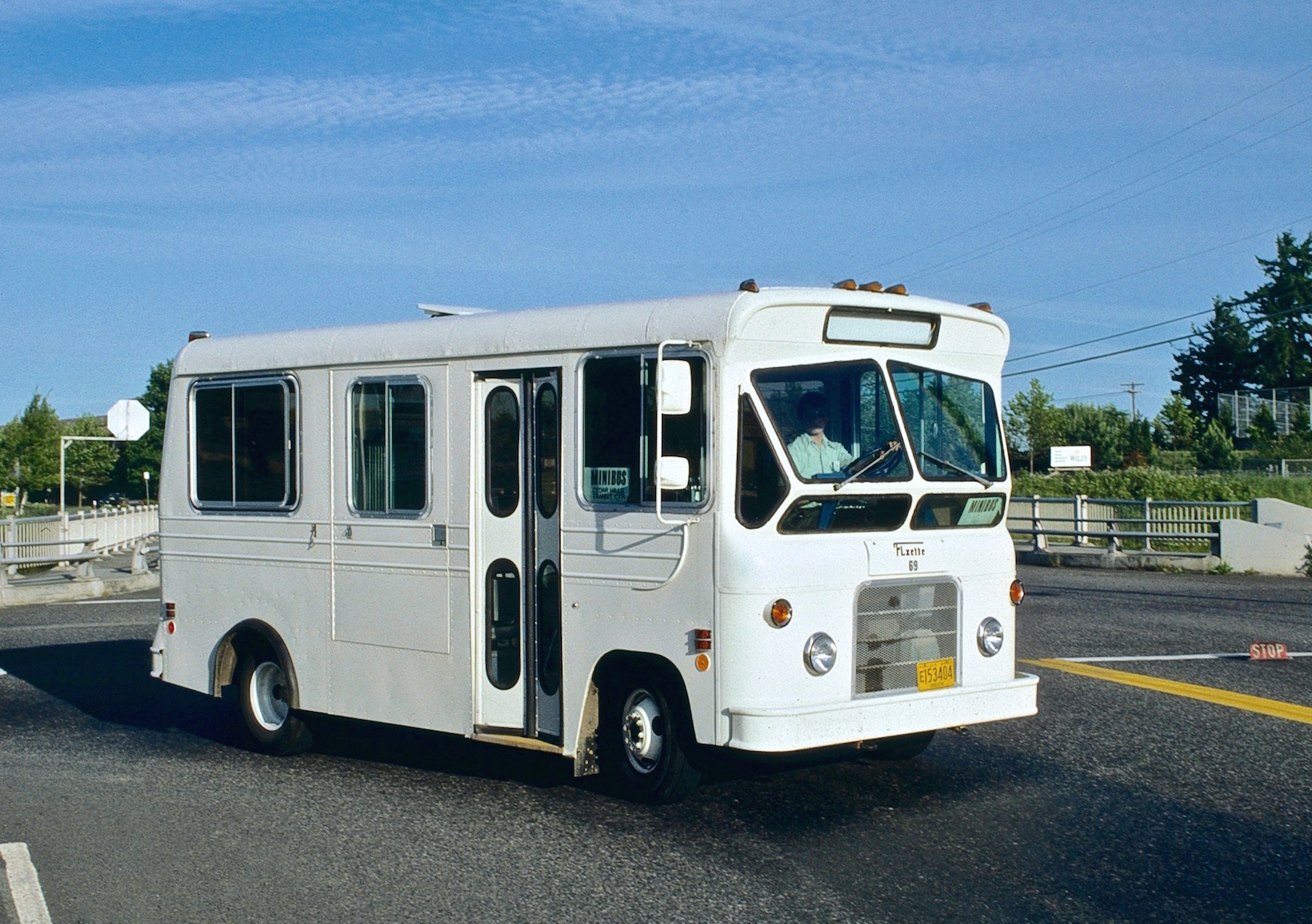
حافلة صغيرة Flxette في عام 1984

تأسست Flxible Owners International في منتصف الثمانينيات كفرع من جمعية Family Motor Coach، وهي مكرسة للحفاظ على الحافلات والحافلات التي تنتجها فليكسيبل. تنظم المنظمة مسيرة في لودونفيل مرتين في السنة، في السنوات الزوجية وعادة في منتصف يوليو، حيث يمكن رؤية العديد من حافلات وحافلات فليكسيبل المحفوظة.
غالبية المركبات المملوكة من قبل الأعضاء هي من سلسلة كليبر (Clipper ،Visicoach ،Starliner) التي تم إنتاجها من الثلاثينيات حتى عام 1967. ومع ذلك، هناك أيضًا عدد قليل جدًا من عربات فليكسيبل «غير كليبر» التي تملكها وصيانتها ويديرها أصحاب فليكسيبل الفخورون. يتضمن ذلك Starliner و VL100 (VistaLiner) و Hi Level و Flxliner بالإضافة إلى بعض حافلات النقل الأكثر حداثة. تم تحويل معظم هذه المركبات إلى بيوت متنقلة؛ ومع ذلك، لا تزال هناك أمثلة قليلة لحافلات جلوس مملوكين من أعضاء.